# Raffour
Raffour est un village situé dans la commune de M'Chedallah, dans la wilaya de Bouira, en Kabylie (Algérie).
Appelé Iwaquren en langue kabyle, il portait le nom de Les Toiles (souvent confondu avec l’étoile) avant l'indépendance du pays .

## Présentation

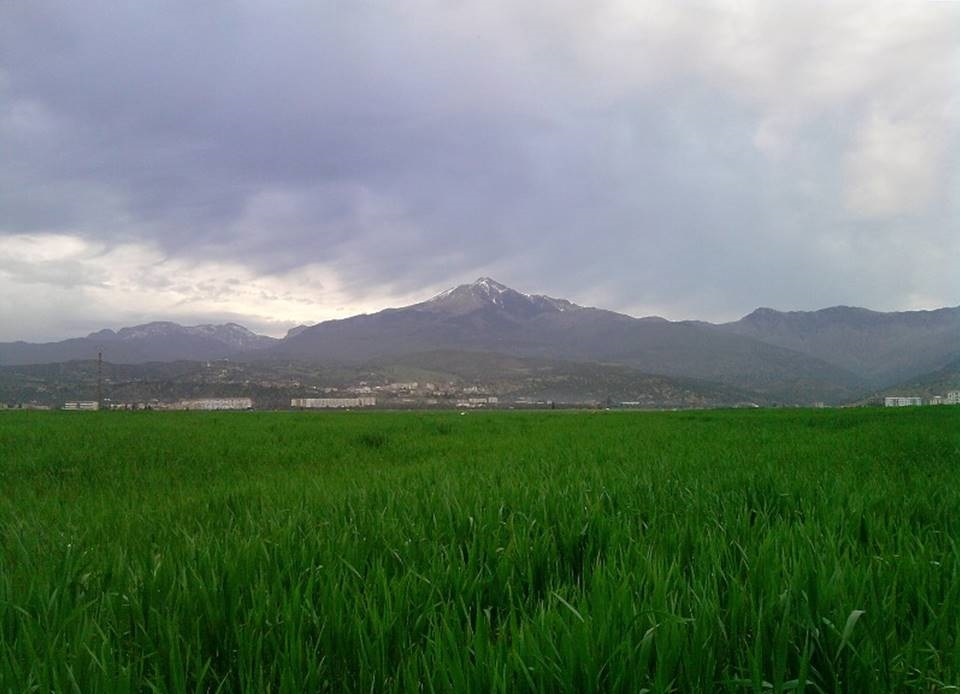

Raffour est un village kabyle nommé également « l'étoile » par contraction du nom attribué par l’armée coloniale au camp de regroupement « les toiles » créé après le bombardement des villages « Iɣzer iwaquren » et « Taddert n lejdid » constitutifs de « lɛarc iwaquren » le 6 mai 1957 .

## Scientifiques originaires de Raffour
Le village a donné naissance à des centaines d'ingénieurs et dizaines de chercheurs. On peut citer notamment Fouad Sahraoui, prix Jeune chercheur 2011 de la SF2A, Mohand Kechadi, professeur en informatique au School Of Computer Science & Informatics Dublin, Mohammed Kechadi, chercheur en électrochimie et en microfluidique  ou encore Madjid Boutemeur, professeur en physique nucléaire et physique des particules travaillant au CERN.
D'autres sont restés en Algérie, à l'image de Nacer Sadoun, professeur à l'USTHB.